# Культура карпатських курганів

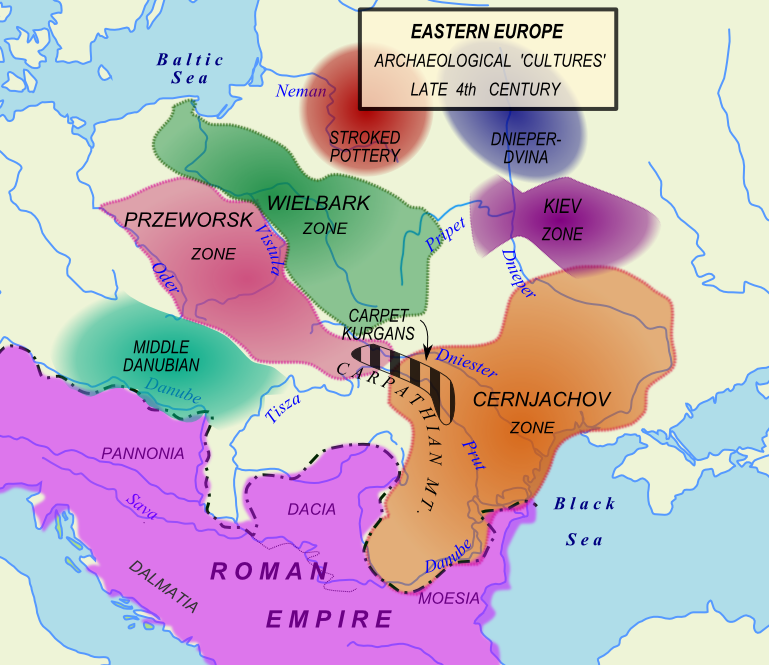
Мапа поширення Культури карпатських курганів (бірюзовий колір)

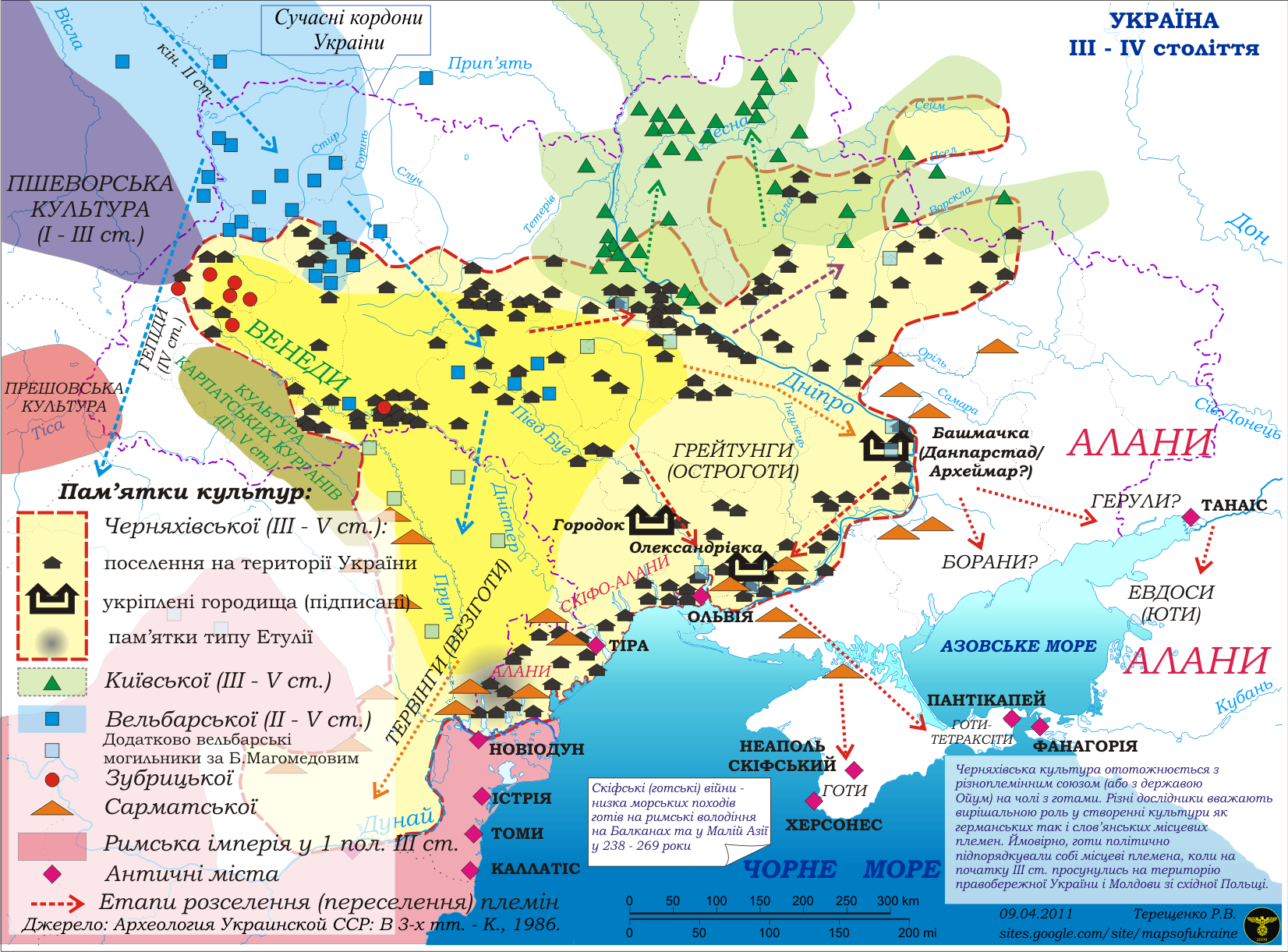
Поширення Культури карпатських курганів на території України

Культу́ра карпа́тських курга́нів — археологічна культура кінця 2-го — початку 5 століть н. е.
Пам'ятки культури поширені в передгірських областях Східних Карпат по верхніх течіях Дністра, Сірета і Прута. Перші з них були відкриті наприкінці XIX століття, в окрему археологічну культуру виділені М. Смішком в 1960 році. Назва пов'язана з курганним поховальним обрядом. 
Дослідження провадили Т. Сулімірський, Я. Пастернак, М. Смішко, Л. Вакуленко. Розкопки велися на 10 поселеннях та 30 могильниках. 

## Поселення
Поселення розташовані на мисах, утворених течіями річок. Житла — напівземлянки прямокутної форми площею 9—12 м², глибиною 0,5—0,9 м. Наявні також господарські споруди, господарські ями та вогнища поза спорудами.
На поселеннях біля смт Печеніжин та села Голинь (Калуського району) відкриті гончарські горна, в с. Пилипи (Коломийського району, всі Івано-Франківської області) — комплекс зерносховищ.

## Могильники
Могильники розташовані на вершинах узгір'їв та високих берегах річок. Вони налічують від 5—20 до 60—100 насипів.
Кургани куполоподібної форми мали висоту 1—1,5 м і діаметр 10—12 м. Тут виявлені залишки земляних, кам'яних та дерев'яних підкурганних конструкцій.
Обряд поховання — тілоспалення на місці поховання.

## Господарство
Поховальний інвентар складався з керамічних посудин-приставок, предметів убрання покійного (фібули, пряжки, намиста та інші прикраси) та особистих речей (ножі, знаряддя праці, кістяні гребінці, монети).
Про заняття населення землеробством свідчать знайдені в курганах та на поселеннях наральник, серпи, жорна, посудини для зберігання зерна та широкий асортимент виявлених зерен обгорілих злаків.
У керамічному комплексі виробів переважає посуд, виготовлений на гончарному крузі.
На широкі торговельні зв'язки, здебільшого зі східними римськими провінціями, вказують численні знахідки античних амфор, римських монет, а також імпортного скляного посуду.